# Paratrytone
Paratrytone là một chi bướm ngày thuộc họ Bướm nâu.